# A Very English Scandal
A Very English Scandal é uma minissérie britânica de comédia dramática de televisão baseada no livro de John Preston com o mesmo nome. A série estreou na BBC One em 20 de maio de 2018 e no Prime Video em 29 de junho de 2018. É uma dramatização do escândalo de Jeremy Thorpe entre 1976 e 1979 e mais de 15 anos de eventos que o antecederam.

## Elenco
- Hugh Grant como Jeremy Thorpe
- Ben Whishaw como Norman Josiffe / Norman Scott
- Monica Dolan como Marion Thorpe
- Alice Orr-Ewing como Caroline Allpass
- Alex Jennings como Peter Bessell
- Jonathan Hyde como David Napley
- Eve Myles como Gwen Parry-Jones
- David Bamber como Arthur Gore, 8th Earl of Arran
- Jason Watkins como Emlyn Hooson
- Naomi Battrick como Diana Stainton
- Blake Harrison como Andrew Newton
- Michelle Fox como Lyn
- Adrian Scarborough como George Carman
- Patricia Hodge como Ursula Thorpe
- Michele Dotrice como Edna Friendship
- Michael Culkin como Reggie Maudling
- Susan Wooldridge como Fiona Gore, Countess of Arran
- Anthony O'Donnell como Leo Abse

## Recepção crítica
No agregador de avaliações Rotten Tomatoes, a série conta com uma aprovação de 97%, baseada em 64 avaliações, e uma média de 9,05/10. No Metacritic, contém uma nota de 84 pontos de 100, baseada em 17 críticas que indicam "aclamação universal".